# Manuela González (futbolista)
Manuela González (Bucaramanga, 29 de agosto de 1995) es una futbolista colombiana. Juega en la posición de delantera en el Atlético Nacional y ha hecho parte de la selección nacional de fútbol colombiano.

## Carrera
Fue goleadora en la Copa Libertadores Femenina 2016 jugando para Generaciones Palmiranas. Anotó cuatro (4) goles.

## Selección nacional
En 2015, fue convocada para el equipo nacional de fútbol de Colombia para disputar la Copa Mundial Femenina de Fútbol de 2015. Hizo parte de la delegación colombiana que disputó la Copa América Femenina 2018.

### Participaciones en Copas del Mundo
| Mundial              | Sede   | Resultado        |
| -------------------- | ------ | ---------------- |
| Copa Mundial de 2015 | Canadá | Octavos de final |

#### Goles Internacionales
| No. | Fecha               | Sede                                 | Rival              | Marcador | Resultado | Competición             |
| --- | ------------------- | ------------------------------------ | ------------------ | -------- | --------- | ----------------------- |
| 1   | 21 de enero de 2018 | Estadio Century Lotus, Foshán, China | Bandera de Vietnam | 1–0      | 2–0       | Guandong Huijun Cup CFA |
| 2   | 8 de abril de 2019  | Estadio San Marcos, Lima, Perú       | Bandera de Perú    | 4–0      | 4–0       | Amistoso internacional  |

## Clubes
| Club                      | País     | Año           |
| ------------------------- | -------- | ------------- |
| Generaciones Palmiranas   | Colombia | 2014 - 2016   |
| Atlético Bucaramanga      | Colombia | 2017 - 2018   |
| Atlético Huila            | Colombia | 2019          |
| América de Cali           | Colombia | 2020          |
| Atlético Nacional         | Colombia | 2021          |
| Deportivo Cali            | Colombia | 2021 - 2023   |
| Universitario de Deportes | Perú     | 2024          |
| Atlético Nacional         | Colombia | 2025-presente |

## Estadísticas
Actualizado al último partido disputado el 12 de abril de 2024.
| Generaciones Palmiranas · Colombia                                                                                  |               |               |     |     |   |   |    |     |      |      |      |
| 1ª | 2016          | +1            | +1  | —   | — | 3 | 4  | +4  | +5   | 1.25 |      |
| Total club | Total club    | +1            | +1  | 0   | 0 | 3 | 4  | +4  | +5   | 1.25 |      |
| Atlético Bucaramanga · Colombia                                                                                     |               |               |     |     |   |   |    |     |      |      |      |
| 1ª | 2017          | 12            | 13  | —   | — | — | —  | 12  | 13   | 1.08 |      |
| 1ª | 2018          | +8            | 4   | —   | — | — | —  | +8  | 4    | 0.5  |      |
| Total club | Total club    | +20           | 17  | 0   | 0 | 0 | 0  | +20 | 17   | 0.85 |      |
| Atlético Huila · Colombia                                                                                           |               |               |     |     |   |   |    |     |      |      |      |
| 1ª | 2019          | +5            | +1  | —   | — | 1 | 0  | +6  | +1   | 0.17 |      |
| Total club | Total club    | +5            | +1  | 0   | 0 | 1 | 0  | +6  | +1   | 0.17 |      |
| América de Cali · Colombia                                                                                          |               |               |     |     |   |   |    |     |      |      |      |
| 1ª | 2020          | 12            | 2   | —   | — | 6 | 3  | 18  | 5    | 0.28 |      |
| Total club | Total club    | 12            | 2   | 0   | 0 | 6 | 3  | 18  | 5    | 0.28 |      |
| Atlético Nacional · Colombia                                                                                        |               |               |     |     |   |   |    |     |      |      |      |
| 1ª | 2021          | 8             | 1   | —   | — | — | —  | 8   | 1    | 0.13 |      |
| 1ª | 2023          | —             | —   | —   | — | 5 | 5  | 5   | 5    | 1    |      |
| Total club | Total club    | 8             | 1   | 0   | 0 | 5 | 5  | 13  | 6    | 0.46 |      |
| Deportivo Cali · Colombia                                                                                           |               |               |     |     |   |   |    |     |      |      |      |
| 1ª | 2022          | 21            | 10  | —   | — | 8 | 2  | 29  | 12   | 0.41 |      |
| 1ª | 2023          | 14            | 8   | —   | — | — | —  | 14  | 8    | 0.57 |      |
| Total club | Total club    | 35            | 18  | 0   | 0 | 8 | 2  | 43  | 20   | 0.47 |      |
| Universitario de Deportes · Perú                                                                                    |               |               |     |     |   |   |    |     |      |      |      |
| 1ª | 2024          | 2             | 3   | —   | — | 0 | 0  | 2   | 3    | 0.67 |      |
| Total club | Total club    | 2             | 3   | 0   | 0 | 0 | 0  | 2   | 3    | 0.67 |      |
| Total carrera | Total carrera | Total carrera | +83 | +43 | 0 | 0 | 23 | 14  | +106 | +57  | 0.54 |
| (1) Incluye datos de . (2) Incluye datos de Copa Libertadores Femenina. (3) No incluye goles en partidos amistosos. |               |               |     |     |   |   |    |     |      |      |      |

## Palmarés

### Torneos nacionales
| Título                                 | Club                    | País     | Año  |
| -------------------------------------- | ----------------------- | -------- | ---- |
| Campeonato Nacional de Fútbol Femenino | Generaciones Palmiranas | Colombia | 2016 |